# Renzo Ildebrando Bocchi
Renzo Ildebrando Bocchi (Parma, 1º settembre 1913 – Flossenbürg, 15 dicembre 1944) è stato un giornalista, poeta e partigiano italiano.

## Biografia
Nato da una famiglia proletaria dell'Oltretorrente, frequentò la Facoltà di Giurisprudenza dell'Università degli Studi di Parma, ma interruppe gli studi per motivi economici per lavorare come commesso viaggiatore per una casa di moda. Frequentatore del circolo cattolico Domenico Maria Villa, si interessò fin da giovanissimo ai problemi politici e sociali del suo tempo. Dapprima simpatizzante del fascismo, poi se ne allontanò fino a diventarne uno strenuo oppositore.
Iniziò l'attività giornalistica con l'Agenzia giornalistica italiana diretta da Ruggero Zangrandi. Nei suoi articoli espresse critiche al regime fascista, per quanto con tono calcolatamente moderato. Fu corrispondente de Il Telegrafo di Livorno e collaboratore di diversi quotidiani, tra cui Il Corriere Emiliano (così si chiamava dal 1925 al 1941 la Gazzetta di Parma), la Gazzetta di Venezia, Il Mattino di Napoli, Il Nuovo Cittadino di Genova.

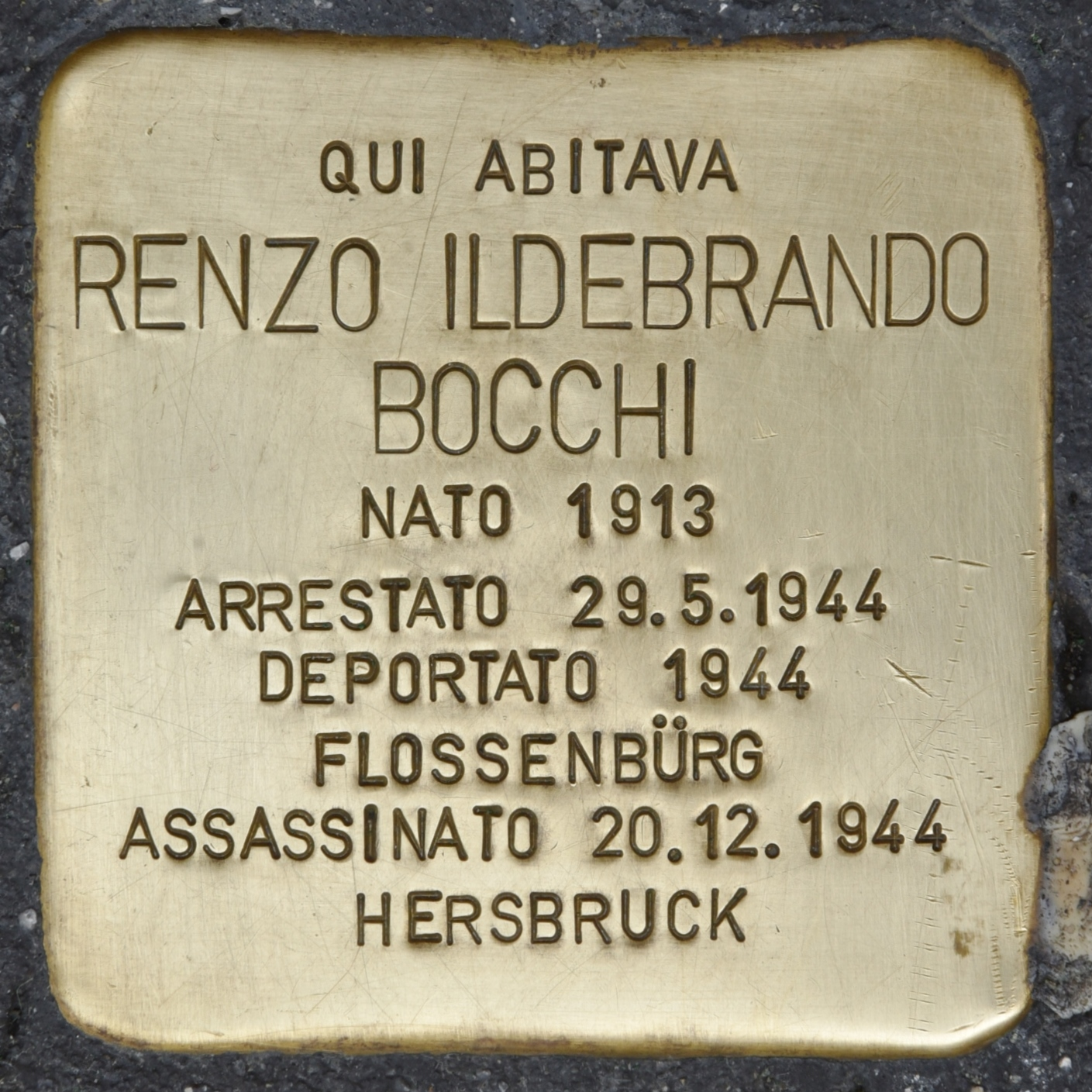
Stolperstein a Parma

Ildebrando Bocchi si considerava però soprattutto un poeta. Nel 1938 pubblicò la raccolta di versi La fiamma nel cuore e nel 1940 Il pane del perdono. Renzo Pezzani espresse apprezzamento per queste opere, ma lo avvertì che il poeta non deve mai aspettarsi riconoscenza o vantaggi per il suo lavoro; in una lettera gli scrisse: «Il linguaggio della poesia è linguaggio di pochi e l'amore della poesia è quasi sempre deriso. Chi si elegge poeta è destinato alla solitudine.»
Nel 1939 mentre stava prestando il servizio militare in Castiglia scrisse Canto funebre, dedicato alla memoria di Nello e Carlo Rosselli, assassinati in Francia da sicari fascisti. Venne poi trasferito in Africa del Nord e mentre era in Libia scrisse il breve romanzo Tempo di Mussolini, che rimase inedito. Tornato in Italia, nel 1943, quando si costituì a Parma il gruppo della Democrazia Cristiana vi aderì.
L'8 settembre 1943 sostituì Giovanni Calzolari, che era stato arrestato, come membro della Democrazia Cristiana parmense nel Comitato di Liberazione Nazionale (CLN), scegliendo il nome di battaglia "Ruffini". Collaborò alle edizioni clandestine di vari giornali, tra cui Il Popolo, Democrazia e L'Uomo. Ebbe l'incarico di capo del servizio informazioni del CLN per l'Emilia-Romagna. Nel dopoguerra il sindaco di Parma ed ex-partigiano Giacomo Ferrari scrisse che «..."il pallido poeta dell'Oltretorrente" gli sembrò in quei tempi uno degli uomini più lucidi e più concreti».
Nel maggio del 1944 andò a Lugano per incontrare Ruggero, il capo del servizio informazioni alleato per l'Italia. Mentre stava tornando a Parma, fu arrestato dalla polizia fascista nei pressi di Como. Fece in tempo a nascondere una borsa contenente molto denaro, che gli era stato dato da Ruggero per i partigiani, ma venne ugualmente tradotto al carcere di San Vittore.
Le SS tedesche lo sottoposero a pesanti interrogatori e a sevizie e non accettarono proposte di liberazione e di scambio prigionieri col Comitato di Liberazione Nazionale Alta Italia. Lo trasferirono prima al campo di concentramento di Bolzano, poi al campo di sterminio di Flossenbürg in Baviera. Fu costretto a fare pesanti lavori di sterramento nella vicina miniera di Hersbruck. Il 14 dicembre fu gettato in un forno crematorio. Aveva appena 31 anni.
A Parma gli è dedicata una via dell'Oltretorrente, che collega "via Primo Savani" a "via Buffolara".
Giuseppe Marchetti ha scritto su di lui il saggio Renzo Ildebrando Bocchi tra amore e dolore (Parma, 1980).